# Vandino et Ugolino Vivaldi

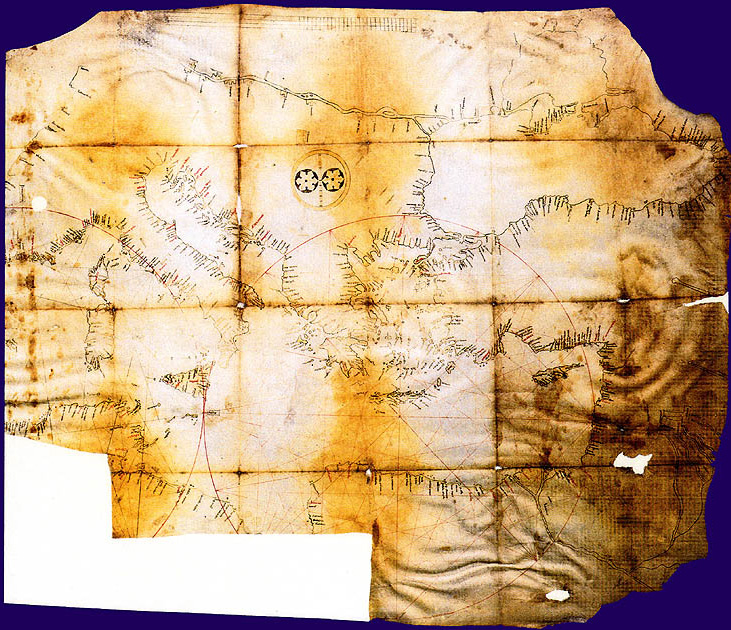
Carte représentant une partie une monde ou Vandino et Ugolino Vivaldi ont voyagé

Vandino (parfois appelé Vadino ou Guido) et Ugolino Vivaldi (aussi appelé Ugolino de Vivaldo) sont deux frères, explorateurs, navigateurs et marchands italiens de Gênes.
En 1291, Vandino et Ugolino Vivaldi ont navigué depuis Gênes avec l'intention d'atteindre l'Inde en contournant l'Afrique par le sud. L'expédition était financée par Teodisio Doria. Le fait est rapporté par Jacopo Doria dans ses Annales. Après avoir traversé le détroit de Gibraltar, les deux galères ont disparu. Les sources sont rares.
Pietro d’Abano y fait référence dans son ouvrage Conciliator differentiarum quae inter philosophos et medicos versantur (1310), mais il ne les nomme pas explicitement. Il mentionne seulement qu': « Il y a quelque temps de cela, des Génois ont apprêté deux fortes galères avec tout le nécessaire, ils sont passés par Gadès d’Hercule, à l’extrémité de l’Espagne. Mais jusqu’à aujourd’hui on ignore ce qui leur est arrivé en l’espace de presque trente ans. »
Le discours d'Ulysse dans La Divine comédie de Dante serait également inspiré par l'entreprise des frères Vivaldi.
D'autres textes, comme le Libro del conosçimiento de todos los rregnos, prétendent apporter des informations nouvelles sur le sort de ces marchands génois, mais ils doivent être considérés avec la plus grande prudence.